# Marchesiano da Giorgio da Tolentino
Marchesiano da Giorgio da Tolentino je bio talijanski slikar slavenskog podrijetla ("di origine slava"), koji je djelovao u Italiji koncem 15. i početkom 16. stoljeća.

## Vanjske poveznice
- [neaktivna poveznica]
- Comunità Montana Monti Azzurri  Arhivirana inačica izvorne stranice od 1. kolovoza 2007. (Wayback Machine)
- Assessorato alla Cultura Pinacoteca e Musei Civici...  Arhivirana inačica izvorne stranice od 30. rujna 2007. (Wayback Machine)
- Članak u "Voce della Vallesina"  Arhivirana inačica izvorne stranice od 27. rujna 2007. (Wayback Machine)Marchesiano pittore maledetto